# Morungole
Le Morungole est un sommet culminant à 2 749 mètres d'altitude dans le parc national Kidepo Valley, au Nord-Est de l'Ouganda, dans la province semi-aride du Karamoja, près de la frontière sud-soudanaise.
Ses pentes étaient habitées par les Iks avant la relocalisation de ces derniers lors de la création du parc.